# Sameodes microspilalis
Sameodes microspilalis là một loài bướm đêm trong họ Crambidae.